# Muzeul Sătesc din Galeșu
Muzeul Sătesc din Galeșu este un muzeu din satul Galeșu, înființat în 1976. Expune obiecte etnografice specifice zonei.